# Gračner
Gračner je priimek v Sloveniji, ki ga je po podatkih Statističnega urada Republike Slovenije na dan 1. januarja 2010 uporabljalo 494 oseb in je med vsemi priimki po pogostosti uporabe uvrščen na 621. mesto.

## Znani nosilci priimka
- Bojan Gračner, zdravnik, publicist
- Dragica Gračner (*1961), pisateljica in pedagoginja
- Gregor Gračner (*1972), parašportnik - košarkar
- Jernej (Nejc) Gračner, alpinist, smučar
- Jože Gračner, ornitolog, fotograf
- Maja Gračner, biologinja, pisateljica
- Nataša Barbara Gračner (*1969), igralka
- Rajko Gračner (? - 2025), kardiokirurg
- Tomaž Gračner, zdravnik oftalmolog
- Zoran Gračner, politik, poslanec